# ایوان چرگف
ایوان چرگف (بلغاری: Иван Чергев؛ زادهٔ ۲۱ مارس ۱۹۸۷) بازیکن فوتبال اهل بلغارستان است.